# 広島県道256号比婆山県民の森線
広島県道256号比婆山県民の森線（ひろしまけんどう256ごう ひばやまけんみんのもりせん）は、広島県庄原市を通る一般県道である。

## 概要
広島県民の森前から国道314号に至る。

### 路線データ
- 起点：広島県庄原市西城町油木（広島県民の森前）
- 終点：広島県庄原市西城町油木（国道314号交点）
- 総延長：約6.8 km

## 地理

### 通過する自治体
- 広島県
  - 庄原市

### 交差する道路
| 交差する道路 | 交差する場所 | 交差する場所 |
| ------------ | ------------ | ------------ |
| 国道314号    | 西城町油木   | 終点         |

### 交差する鉄道
- 木次線

### 沿線
- 比婆山
- 広島県民の森
- JR西日本木次線 油木駅